# Mieczysław Kamiński (działacz partyjny)
Mieczysław Jan Kamiński (ur. 6 czerwca 1934 w Przewalu, zm. 30 października 2017 w Biłgoraju) – polski działacz partyjny, w latach 1981–1982 I sekretarz Komitetu Wojewódzkiego PZPR w Zamościu.

## Życiorys
Syn Ignacego i Marii. Wstąpił do Polskiej Zjednoczonej Partii Robotniczej. Był m.in. delegatem na zjazd Komitetu Wojewódzkiego PZPR w Zamościu w 1981. Od 24 czerwca 1981 do 9 grudnia 1982 pełnił funkcję I sekretarza Komitetu Wojewódzkiego PZPR w Zamościu. Prawdopodobnie tożsamy z Mieczysławem Kamińskim, I sekretarzem Komitetu Miejskiego w Biłgoraju.
Został pochowany na Cmentarzu przy ul. Lubelskiej w Biłgoraju.